# Marco Espíndola
Marco Espíndola Alarcón (Bogotá, 28 de mayo de 1998) es un futbolista colombiano. agente libre  de la Categoría Primera A. Es hijo del exfutbolista argentino Silvano Espíndola.

## Clubes
| Club              | País      | Año             |
| ----------------- | --------- | --------------- |
| Orsomarso         | Colombia  | 2017            |
| Gil Vicente       | Portugal  | 2018 - 2019     |
| Quilmes           | Argentina | 2020            |
| América de Quito  | Ecuador   | 2021 - 2023     |
| Deportivo Pereira | Colombia  | 2023            |
| Deportivo Pasto   | Colombia  | 2024 - Presente |

## Plano personal e inicios
Espíndola nació en Bogotá, Colombia. Hijo del exfutbolista y empresario argentino, Silvano Espíndola. Se inició jugando en los Estados Unidos, país al que llegó a la edad de 3 años y vivió hasta los 14 años.
En el año 2013 juega en las inferiores de Argentinos Juniors, luego en 2014 en las inferiores del Club Deportivo Fair Play equipo fundado por su padre Silvano Espíndola y también el equipo donde debutó Radamel Falcao García posteriormente pasaría a Millonarios.
Al servicio de las Divisiones menores de Millonarios llegó a ganar algunos títulos del campeonato Difutbol, siendo titular y capitán. Para inicios del año 2017 luego de que se truncara su ascenso al equipo profesional, el entrenador Miguel Ángel Russo decide promover a Juan Moreno y Marco decide ir a probar suerte a otro club.

## Trayectoria

### Orsomarso
En 2017 tuvo la posibilidad de llegar a Orsomarso, de la Primera B de Colombia. Si bien no debutó profesionalmente, tuvo la posibilidad de ser convocado en dos ocasiones (frente a Leones y Fortaleza).

### Gil Vicente
Tras su breve paso por Orsomarso, Espíndola puso rumbo hacia Portugal, para jugar en Gil Vicente, equipo que en ese momento jugaba en la tercera división. Además compartió plantel con sus compatriotas: Edwin Banguera, Juan Villa y Gabriel Mejia.
Su debut en el primer equipo ocurrió el 7 de abril de 2019 en la victoria por 1-0 frente a Torcatense.

### Quilmes
Tras quedar libre en 2019, Espíndola llegó a Quilmes, equipo de la Primera Nacional de Argentina en 2020. En septiembre firmó su contrato profesional. Aunque no llegó a jugar ningún partido oficial fue al banquillo de suplentes en 4 oportunidades frente a (Deportivo Santamarina), (Brown de Adrogué), (Defensores de Belgrano) y (Agropecuario).

### América de Quito
Para la temporada 2021 Espíndola llega al América de Quito. Debutaría en la fecha 13 de la primera etapa bajo las órdenes técnicas de su compatriota Piripi Osma el día 9 de junio enfrentando con victoria 2-1 al Cumbayá Fútbol Club.
El 1 de septiembre de 2021 Espíndola anotó un gol arco a arco en la victoria 4-1 del América de Quito ante Atlético Porteño al batir la portería de su compatriota Víctor Soto al minuto 81' del encuentro.

### Deportivo Pasto
El 17 de febrero de 2024 se confirma su vinculación al Deportivo Pasto de la Categoría Primera A.

## Selección
En febrero de 2014 estuvo convocado en la selección de fútbol de Colombia (sub-16) por parte del entrenador Chamo Serna en los Juegos Sudamericanos del año 2014. Allí disputaría la posición con Luis García; además compartiría con otros jugadores que llegaron al profesionalismo como: John Lucumí, Stiven Vega, Santiago Jiménez y Ronaldo Ariza.
En octubre de ese mismo año es convocado por los entrenadores Juan Camilo Pérez y Alejandro Restrepo a los partidos de preparación para el Campeonato Sudamericano de Fútbol Sub-17 de 2015.

## Estadísticas
|} Actualizado al último partido disputado el 27 de octubre de 2023.
| Club                                                                                               | Div           | Temporada     | Liga | Liga | Liga | Liga | Copas nacionales | Copas nacionales | Copas nacionales | Copas nacionales | Torneos internacionales | Torneos internacionales | Torneos internacionales | Torneos internacionales | Total | Total | Total | Total | Media goles |
| Club                                                                                               | Div           | Temporada     | PJ   | G    | GR   | Imb. | PJ               | G                | GR               | Imb.             | PJ                      | G                       | GR                      | Imb.                    | PJ    | G     | GR    | Imb.  | Media goles |
| -------------------------------------------------------------------------------------------------- | ------------- | ------------- | ---- | ---- | ---- | ---- | ---------------- | ---------------- | ---------------- | ---------------- | ----------------------- | ----------------------- | ----------------------- | ----------------------- | ----- | ----- | ----- | ----- | ----------- |
| Orsomarso · Colombia                                                                               | 2.ª           | 2017          | 0    | 0    | 0    | 0    | Inexistentes     | Inexistentes     | Inexistentes     | Inexistentes     | Inexistentes            | Inexistentes            | Inexistentes            | Inexistentes            | 0     | 0     | 0     | 0     | 0.0         |
| Orsomarso · Colombia                                                                               | Total club    | Total club    | 0    | 0    | 0    | 0    | 0                | 0                | 0                | 0                | 0                       | 0                       | 0                       | 0                       | 0     | 0     | 0     | 0     | 0.00        |
| Gil Vicente Portugal                                                                               | 3.ª           | 2018-19       | 5    | 0    | -2   | 3    | Inexistentes     | Inexistentes     | Inexistentes     | Inexistentes     | Inexistentes            | Inexistentes            | Inexistentes            | Inexistentes            | 5     | 0     | -2    | 3     | 0.6         |
| Gil Vicente Portugal                                                                               | Total club    | Total club    | 5    | 0    | -2   | 3    | 0                | 0                | 0                | 0                | 0                       | 0                       | 0                       | 0                       | 5     | 0     | -2    | 3     | 0.6         |
| Quilmes Argentina                                                                                  | 2.ª           | 2020          | 0    | 0    | 0    | 0    | Inexistentes     | Inexistentes     | Inexistentes     | Inexistentes     | Inexistentes            | Inexistentes            | Inexistentes            | Inexistentes            | 0     | 0     | 0     | 0     | 0.0         |
| Quilmes Argentina                                                                                  | Total club    | Total club    | 0    | 0    | 0    | 0    | 0                | 0                | 0                | 0                | 0                       | 0                       | 0                       | 0                       | 0     | 0     | 0     | 0     | 0.00        |
| América de Quito · Ecuador                                                                         | 2.ª           | 2021          | 18   | 1    | -13  | 7    | Inexistentes     | Inexistentes     | Inexistentes     | Inexistentes     | Inexistentes            | Inexistentes            | Inexistentes            | Inexistentes            | 18    | 1     | -13   | 7     | 0.72        |
| América de Quito · Ecuador                                                                         | 2.ª           | 2022          | 32   | 0    | -28  | 16   | Inexistentes     | Inexistentes     | Inexistentes     | Inexistentes     | Inexistentes            | Inexistentes            | Inexistentes            | Inexistentes            | 32    | 0     | -28   | 16    | 0.88        |
| América de Quito · Ecuador                                                                         | 2.ª           | 2023          | 28   | 0    | -37  | 6    | Inexistentes     | Inexistentes     | Inexistentes     | Inexistentes     | Inexistentes            | Inexistentes            | Inexistentes            | Inexistentes            | 28    | 0     | -37   | 6     | 1.32        |
| América de Quito · Ecuador                                                                         | Total club    | Total club    | 78   | 1    | -78  | 29   | 0                | 0                | 0                | 0                | 0                       | 0                       | 0                       | 0                       | 78    | 1     | -78   | 29    | 1           |
| Total carrera                                                                                      | Total carrera | Total carrera | 83   | 1    | -80  | 32   | 0                | 0                | 0                | 0                | 0                       | 0                       | 0                       | 0                       | 83    | 1     | -80   | 32    | 0.96        |
| Simbología PJ: Partidos Jugados; G: Goles Anotados; GR: Goles Recibidos; IMB: Porterías Imbatidas. |               |               |      |      |      |      |                  |                  |                  |                  |                         |                         |                         |                         |       |       |       |       |             |

### Goles anotados
| #  | Fecha    | Torneo           | Club             | Res. | Equipo Adv       | Jugada      | Arquero Rival |
| -- | -------- | ---------------- | ---------------- | ---- | ---------------- | ----------- | ------------- |
| 1. | 1-9-2021 | Segunda División | América de Quito | 4-1  | Atlético Porteño | Arco a Arco | Víctor Soto   |

### Penaltis
| 1.                                                  | 28-7-21 | Segunda División | América de Quito | Gualaceo       | Cristian Canga | Anotado | 6'  |
| 2.                                                  | 30-9-21 | Segunda División | América de Quito | Guayaquil City | Hernán Lino    | Anotado | 71' |
| TOTAL: Penaltis encajados: 2 / Penaltis atajados: 0 |         |                  |                  |                |                |         |     |